# Sit aureolat

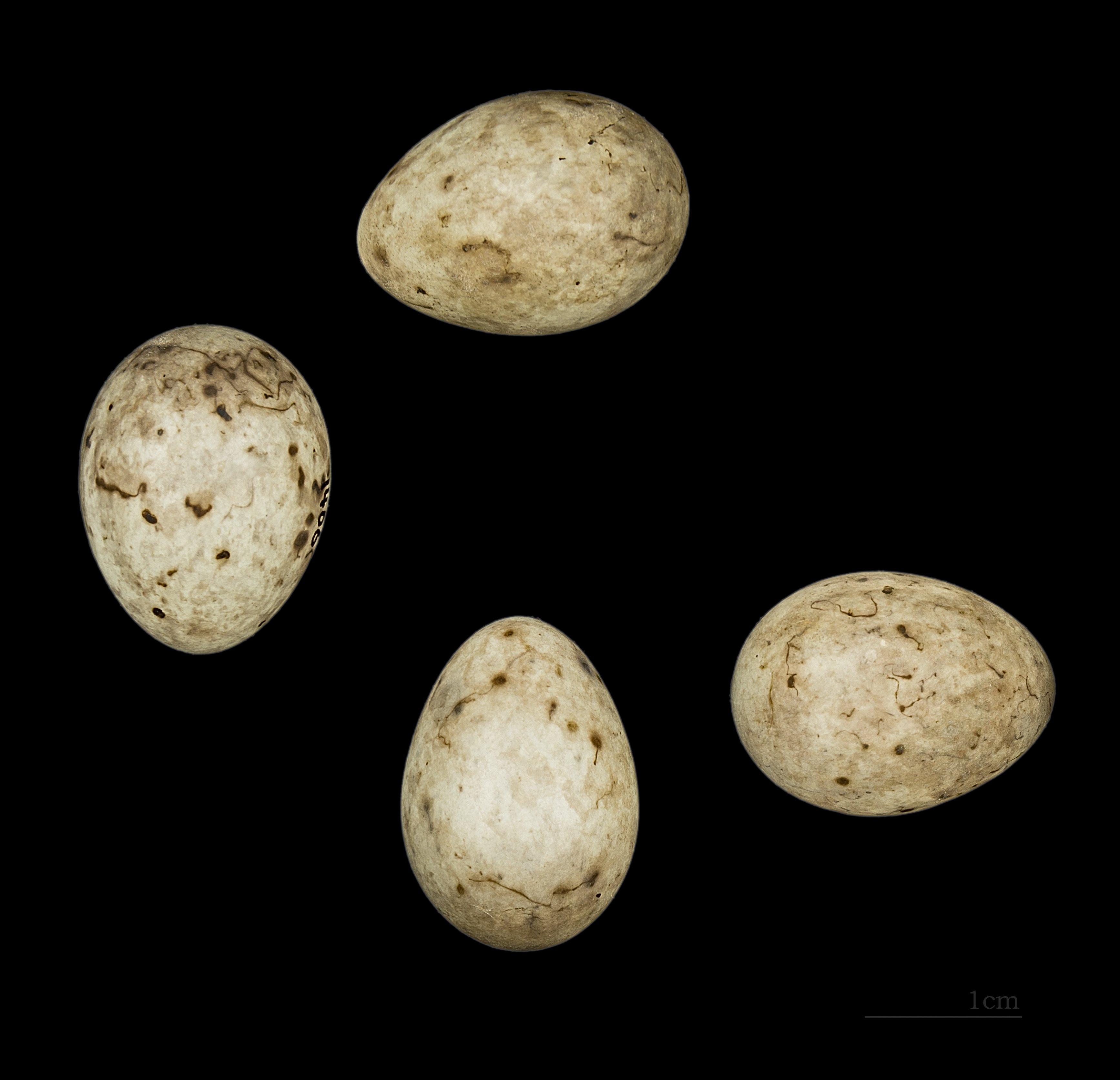
Emberiza aureola

El sit aureolat o sit caranegre (Emberiza aureola) és un ocell passeriforme de la família dels emberízids (Emberizidae). Habita la zona d'Euràsia.

## Descripció
Aquest ocell té una grandària similar a el repicatalons, de 14 a 16 cm però amb un bec més llarg. El mascle adult té anques de color groc brillant amb franges blanques, part superior de color marró, cara i coll negres i mandíbula inferior de to rosat. La femella té l'esquena de color gris a ratlles i anques de to groc més suau. La cara és blanca amb una petita cresta, ulls i costats foscos. El jove és similar, però el color dominant de les anques és un groc encara més tènue.

## Distribució i hàbitat
És migratòria, hivernant al sud-est asiàtic, l'Índia i el sud de la Xina. És un viatger rar però habitual per l'Europa occidental. També hi ha ~4 registres de les illes Aleutianes d'Alaska i un registre de 2017 de Labrador, Canadà. L'espècie hiverna en grans grups a les zones de conreu, arrossars i praderies, preferint dormir als camps d'arròs.
Aquesta espècie habita en zones obertes, en general prop de l'aigua, i és molt comuna a Sibèria.

## Nidificació
Es reprodueix als boscos boreals de Finlàndia fins a la mar de Bering migrant a Indoxina. Es reprodueix des del riu Amur fins a Manxúria, Corea del Nord, Kamtxatka i les illes Kurils.
Diposita entre quatre i sis ous en un niu col·locat sobre el sòl. L'aliment consisteix en insectes, principalment larves, i llavors madures.

## Conservació
Les poblacions han disminuït de manera precipitada des de principis dels anys 2000 i ara es considera que l'espècie està en perill crític d'extinció. És probable que la caiguda del sit aureolat sigui causada per un important nombre de captures durant la migració i, més concretament, als llocs d'hivernada. Els ocells són capturats amb en xarxes japoneses per vendre'ls per al consum com a "pardals" o "ocells d'arròs". Tot i que les accions s'han restringit a una petita àrea al sud de la Xina, s'ha estès i s'ha popularitzat per augmentar de la riquesa i els caçadors ara fan llargues distàncies per trobar suficients ocells. Els canvis en les pràctiques de reg de l'arròs, han reduït la qualitat i la quantitat dels hàbitats d'hivernada, inclosa la pèrdua de rostolls d'aigua i la pèrdua de canyissars ha reduït els llocs de descans disponibles.

## Taxonomia
Va ser descrit per primer cop pel zoòleg alemany Peter Simon Pallas l'any 1773. El nom del gènere Emberiza prové de l'alemany antic "Embritz", un sit. L'específic "aureola" és en llatí "daurat".
Es reconeixen dues subespècies:
- E. a. aureola (Pallas, 1773) - Múrmansk (extrem al nord-oest de Rússia; antigament Finlàndia) i a Sibèria i Kazakhstan i Mongòlia.

- E. a. ornata (Shulpin, 1928) - centre sud de Sibèria i nord de Mongòlia, nord de Mongòlia Interior i Heilongjiang (nord de la Xina) i nord d'Hokkaido.